# ゲヴェール M95
マンリッヒャー ゲヴェールM.95（M1895）とは、オーストリアのシュタイヤー社が開発し、1895年からオランダ軍の制式小銃として採用されたボルトアクション式ライフルである。海外においてはダッチ・マンリッヒャーの名前でも知られている。前任のボーモント M1871(M1871/88)小銃の後継として採用された。1950年代までは植民地の警察部隊などで使用されていたと見られている。
日本国内では知名度の低い銃であり、「マンリッヒャー」「1895」などの言葉が含まれているためか、オーストリアなどで広く採用されたマンリッヒャーM1895と同一の銃と誤認されることも多い。また、使用弾薬が同一であるマンリッヒャーM1893の派生と勘違いされることもある。しかし、本銃はあくまでもそれらとは別の銃であり、区別されるべきであることに注意が必要である。

## 概要
M.95とマンリッヒャーM1895との明確な相違点としては、ストレートプル式ボルトアクション機構が廃止されて一般的な回転式ボルトアクションに改められ、弾薬も8×50mmR弾（または8×56mmR弾)から6.5×53mmR弾（.256マンリッヒャー弾）に変更されていることである。
最初はオランダ向けにシュタイヤー社が製造したが、1904年以降はオランダ国内の国立工場でライセンス生産された。
この小銃はエンブロック式クリップを用いて弾薬を装填する。槓桿を操作して最後の弾薬が薬室へ装填されクリップが空になると、空のクリップは弾倉底部の穴から自動的に自重で落下する仕組みになっている。ボルトを引いてトリガーガード前部にあるボタンを押すことで、弾薬が残った状態でもクリップを勢いよく上に排出することができる。弾薬は工場からクリップに装填された状態で配備される形式であったため、クリップは基本的に使い捨てであったとされる。
約47万丁のM.95がオランダ軍及びオランダ領東インド軍に配備され、第二次世界大戦中には両国を占領したドイツ国防軍（及び親衛隊）と大日本帝国軍によって鹵獲、使用された。

## 歴史
1880年代、連発式ライフルと無煙火薬が急速に普及したことを受けて、オランダ陸軍大臣は、1886年2月23日に委員会を組織し、新しい連発式ライフルに関する情報収集を始めた。
暫定的な解決策として、オランダ軍はこれまで使用していたM1871 ボーモント小銃を4連発弾倉を備える形に改造し、M1871/88として正式採用することで対処した。
新しいライフルは他の国で採用されているか、少なくとも採用が検討されている必要があるとされ、さらに、これまで使用していたボーモントのように単発式ライフルとして使用できるようにするかどうかも問題となったが、後にこの条件は撤回された。
オーストリアのマンリッヒャーM1886、イタリアのヴェッテルリM1870/87、ノルウェーのクラッグ・ヨルゲンセン、ドイツのゲヴェーア Gew88、ベルギーのアウグスト・シュリーバー工場製の改良型マンリッヒャー銃などが候補に上がった。アウグスト・シュリーバーは、ベルギーにおけるオーストリアのシュタイアー社の代理店であり、独自の銃器工場も持っていた。
この内、ドイツ、イタリアの小銃は弾薬などの問題により候補から外れ、最終的に6.5ミリ口径のイタリア製バレルを備えたアウグスト・シュリーバーの改良型マンリッヒャーが有力候補として残り、細部をオランダ向けに変更したモデルが提示された後、1895年12月4日にGeweer M.95と命名され、正式に採用された。
1940年にドイツがオランダを占領した後、この銃はドイツ軍によって大量に鹵獲され、モデルごとに個別の番号を割り振られた後鹵獲兵器として準制式採用となり、後方部隊などで使用された。
1942年に日本軍が蘭印に侵攻した際には、本銃を含む約71000挺の小銃が鹵獲された。これらの大半は再整備の上、現地人で構成された「ジャワ防衛義勇軍」に供与された。また、ガダルカナル島においても本銃と思われる残骸が確認されていることから、本戦線などに投入されたインドネシア人の「兵補」らにも本銃が支給されていた可能性がある。
この小銃は日本軍の侵攻まで、オランダ領東インド軍（KNIL）の標準火器でもあった。M.95小銃はその後、インドネシア独立戦争の際にオランダ軍とインドネシア独立派の両陣営で使用された。戦争終結後、残りの小銃はKNILから新設のインドネシア軍に引き渡された。1950年代には、インドネシア軍はM.95小銃、騎銃の薬室を7.7×56mmR弾(.303ブリティッシュ弾。資料によっては7.7×58mm有坂弾)に改造して使用していた。M.95は少なくとも1955年まではスリナムの警察部隊で使用されていたようである。

## バリエーション
主に騎銃型の派生モデルが作られた。以下がその詳細である。
- 騎銃 No.1 騎兵部隊及び近衛騎兵隊向け。1896年採用。1911年（非ヨーロッパ人部隊では1925年）にオランダ領東インド軍（KNIL）の制式小銃として配備された。
- 騎銃 No.2 王立軍事警察隊向け。ナイフ式銃剣を使用する。
- 騎銃 No.3 工兵、砲兵部隊向け。
- 騎銃 No.4 自転車部隊向け。弾倉の左側が木製のカバーで覆われている。
- M.95「塹壕銃」（"Loopgraaf Geweer"） ペリスコープを装備し、塹壕から頭を出さずに射撃できるようにしたM.95小銃。1916年に設計された。

1930年代には、No.1、No.2、No.3、No.4それぞれに近代化改修が施された。
- 騎銃 No.5 基本型M.95を騎銃サイズに縮小した近代化モデル。1936年設計。最初の9,500丁は野戦砲兵部隊と高射砲部隊に配備され、合計35,500丁が再生産された。

### ドイツ軍に鹵獲された際の名称
1940年にドイツがオランダを占領した後、この銃はドイツ軍によって大量に鹵獲され、モデルごとに個別の番号を割り振られた後鹵獲兵器として準制式採用となり、後方部隊などで使用された。
GはGewehr(ライフル)、Gr. GはGraben-Gewehr(塹壕ライフル)、KはKarabiner(カービン銃)、(h)はholländisch (オランダ製) を表す。
- G211(h)　  = 基本型 Geweer M.95 小銃（及び騎兵銃 No.5 を含む。）
- Gr. G212(h)=  ペリスコープ装備型 Geweer M.95小銃
- K411(h)　  = 騎銃 No.1（近代化改修型）
- K412(h)　  = 騎銃 No.1（旧型）
- K413(h)　  = 騎銃 No.3（近代化改修型、旧型の両方を含む）
- K414(h)　  = 騎銃 No.4（近代化改修型、旧型の両方を含む）

騎銃 No.2は、捕獲された数が少なかったため分類されなかった。